# Brabantpoort (Rosmalen)
Brabantpoort is een bedrijventerrein in Rosmalen aan de A2, in de Nederlandse provincie Noord-Brabant. Het terrein ligt ingeklemd tussen de A2 en de Rosmalense Plas. Het bedrijventerrein is te bereiken via de Burgemeester Burgerslaan, vernoemd naar oud burgemeester Don Burgers.
Op het bedrijventerrein zijn bedrijven als CIBER Nederland, Shoeby, Lake Side, Enexis en Ordina gevestigd, evenals een Fletcher hotel. Ook zit hier een McDonald's.